# Maria Alice Junqueira Bastos
Maria Alice Junqueira Bastos (São Paulo, 1959) es una arquitecta e investigadora de la historia de la arquitectura brasileña.

## Trayectoria
Maria Alice Junqueira Bastos estudió Arquitectura y Urbanismo en la Universidad de São Paulo. Fue influenciada por su padre, ingeniero civil que tenía un gran orgullo por su profesión. Además ella sentía atracción por las disciplinas relacionadas con la historia del arte. Tenía además facilidad manifiesta por las ciencias exactas y una buena visión espacial. 
Finalizando el segundo año de su carrera, realizó un viaje de estudios a Río de Janeiro, y por primera vez se sintió fuertemente afectada por una obra moderna. A fines de la década del ’70 el brutalismo se ubicaba como una tendencia dominante de la arquitectura, con un gran reconocimiento por la expresión plástica de las estructuras de hormigón. 
Se graduó de arquitecta en 1982.
La escasa posibilidad de encontrar alternativas a la hegemonía del hormigón visto con su capacidad expresiva, señaló su búsqueda de comprender la arquitectura por fuera del movimiento moderno, hacia indagaciones de edificios vernáculos y tecnologías tradicionales, especialmente el ladrillo. En esta línea, la obra de Eladio Dieste con su cerámica armada y Frank Lloyd Wright con las casas de la pradera, le proponían alternativas interesantes. Años más tarde, durante sus estudios de maestría, Junqueira Bastos encontró en el arquitecto Paulo Bruna, un maestro que influyó decisivamente en su comprensión de la arquitectura.
Junqueira Bastos finalizó sus estudios de maestría en 2000 y su doctorado en Arquitectura y Urbanismo en 2005 en la USP. En 2012 completó su investigación posdoctoral en la Universidad Presbiteriana Mackenzie con la ayuda de la Fundación de Apoyo a la Investigación de São Paulo.

## Publicaciones
Sobre la producción más relevante en su carrera, sobresalen dos de sus libros que proponen una visión panorámica sobre la arquitectura hecha en Brasil. Las dos obras han tenido reconocimiento en las escuelas de arquitectura de su país ya que intentan contribuir a una mirada más pluralista de la producción arquitectónica nacional.
En su libro Pós-Brasília: rumos da arquitetura brasileira (Perspectiva /Fapesp, 2003), realizó una interesante aproximación a la arquitectura brasileña de los últimos cuarenta años, período aún poco explorado de la práctica contemporánea en su país. El libro se construye a partir del análisis de un conjunto de obras, resultado de una cuidada selección, de los más importantes arquitectos de dicho período, de quienes recoge valoraciones críticas y justificaciones de proyectos. Un aporte agregado del libro radica en relacionar el discurso y la práctica de la arquitectura con sus contextos políticos y culturales. La obra cuenta con el prólogo del profesor y arquitecto Paulo Bruna.
En tanto, Brasil: arquiteturas após 1950 (Perspectiva, 2010), que escribió junto a Ruth Verde Zein, se caracteriza por la amplitud de la investigación que examina obras y proyectos de todo tipo, con un vasto repertorio de temas. En más de 400 páginas, el libro discurre por seis décadas que revelan la producción arquitectónica de Brasil con seriedad y precisión y profundizando sobre tendencias que persisten en la actualidad. El libro cuenta con un prefacio del crítico e historiador Josep Maria Montaner. Es una obra que se ha convertido en una referencia para el estudio y la enseñanza de la arquitectura en Brasil.
El libro recibió el Premio Luis Saia del Instituto de Arquitectos Brasileños de São Paulo en 2010.
También escribió capítulos de libros como: Arquitectura en Latinoamérica (Diego Oleas, dirección general, Proyecto Editorial CADI-USFQ, 2013); A (des)construção do caos (Sérgio Kon y Fábio Duarte, organizadores, Perspectiva, 2008); O Pós-modernismo (J. Guinsburg y Ana Mae Barbosa, organizadores, Perspectiva, 2005).
Es autora además de numerosos artículos de crítica en revistas especializadas: 30-60 Cuaderno latinoamericano de arquitectura, Arquitextos/Vitruvius, AU, En Blanco, mdc.revista de arquitetura e urbanismo, 1:100 Selección de obras y ArteCapital.Net.